# Вашківці (станція)
Ва́шківці — проміжна залізнична станція Івано-Франківської дирекції Львівської залізниці на неелектрифікованій лінії Вижниця — Завалля між станцією Іспас (24 км) та роз'їздом Завалля (8 км). Розташована в місті Вашківці Вижницького району Чернівецької області.

## Пасажирське сполучення
Пасажирське сполучення припинено на невизначений термін. До 18 березня 2020 року на станції зупинялися приміські поїзди сполученням Чернівці — Вижниця.